# هری دوبینسون
هری دوبینسون (انگلیسی: Harry Dobinson; ۲ مارس ۱۸۹۸ – 1990 (aged 92)) بازیکن فوتبال اهل بریتانیا بود.
از باشگاه‌هایی که در آن بازی کرده‌است می‌توان به باشگاه فوتبال کویینز پارک رنجرز و باشگاه فوتبال برنلی اشاره کرد.